# Notfallmanager der Deutschen Bahn

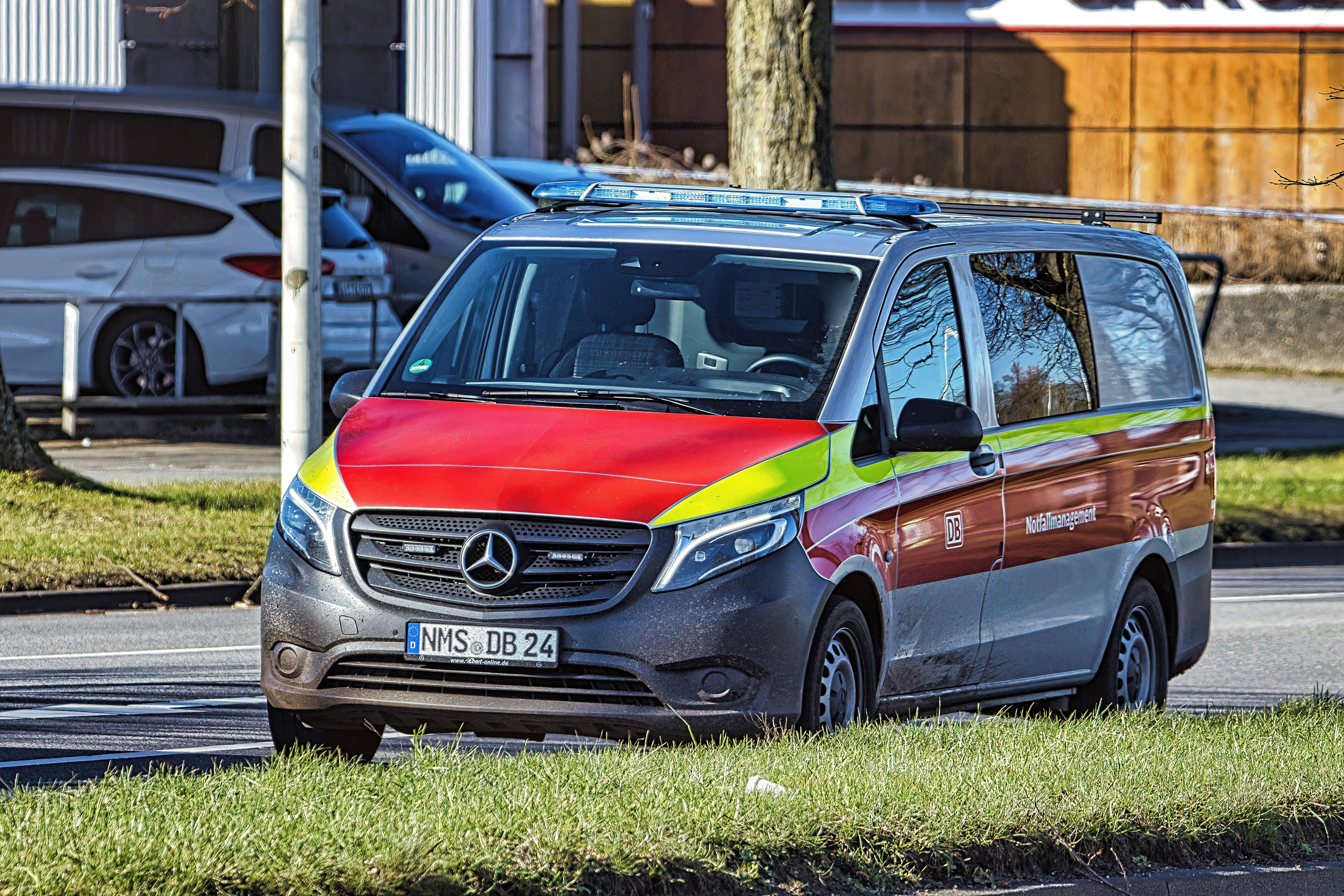
Fahrzeug Notfallmanagement der Deutschen Bahn

Die Notfallmanager der Deutschen Bahn sind Mitarbeiter des Eisenbahninfrastrukturunternehmens (EIU) der DB InfraGO AG, eines Tochterunternehmens der Deutschen Bahn, die bei Gefährlichen Ereignissen und anderen Notfällen als Einsatzleitungskräfte im Bereich der DB InfraGO laut dem Allgemeinen Eisenbahngesetz § 4 tätig werden müssen. Sie werden von der Notfallleitstelle alarmiert. Dies ist seit dem 1. Januar 2011 gesetzlich klar definiert und gefordert. Bei Fällen mit beteiligten Schienenfahrzeugen steht dem Notfallmanager auch der Notdienst des betroffenen Eisenbahnverkehrsunternehmens (EVU) fachlich zur Seite. Sowohl Notfallmanager als auch die Nothilfe sind Anforderungen an das Sicherheitsmanagement (SMS), welches vom Eisenbahn-Bundesamt (EBA) zusätzlich gefordert wird.
Das Streckennetz der DB InfraGO ist in 163 Notfallbezirke unterteilt, um zu erreichen, dass ein Notfallmanager als Fachberater für den Einsatzleiter nach spätestens 30 Minuten zur Verfügung stehen kann. Der Notfallmanager wird in der Regel durch die in der Betriebszentrale integrierte betriebsinterne Notfallleitstelle (NFLS) alarmiert.
Die dreiwöchige Grundausbildung erfolgt im Ausbildungszentrum Notfallmanagement in Fulda sowie im Praxiseinsatz mit einem erfahrenen Notfallmanager im jeweiligen Notfallbezirk. Diese Unterweisung ist alle zwei Jahre zu wiederholen.
Rund 900 Mitarbeiter arbeiten als Notfallmanager.

## Vorüberlegung
Schadensereignisse im Bereich von Bahnanlagen können den Einsatz von Polizei, Feuerwehren, Rettungsdienst und Katastrophenschutzeinheiten wie denen des Technischen Hilfswerks erfordern. Den Einsatzkräften sind jedoch die Besonderheiten sowie die Funktion des Eisenbahnbetriebs in der Regel unbekannt. So lassen sich Eisenbahnstrecken nicht auf die gleiche Weise absperren oder sichern wie Straßen.

## Fachberater
Dem Einsatzleiter der Gefahrenabwehr steht mit dem Notfallmanager ein Mitarbeiter der DB zur Seite, der sowohl Kenntnisse im Eisenbahnbetrieb hat als auch Schutzmaßnahmen wie Gleissperrungen für die vor Ort tätigen Einsatzkräfte durchführen bzw. veranlassen kann. Der Notfallmanager ist Einsatzleiter für den Bereich der entsprechenden Infrastruktur, in dieser Funktion Fachberater für den Einsatzleiter der Gefahrenabwehr und somit Mitglied der Einsatzleitung.

## Aufgaben
Zu den wesentlichen Aufgaben des Notfallmanagers gehören im Ereignisfall unter anderem das Sicherstellen des Schutzes der vor Ort tätigen Einsatzkräfte gegen Gefahren aus dem Eisenbahnbetrieb, die Sicherstellung bzw. Durchführung der Bahnerdung der Oberleitung, soweit dies erforderlich ist, sowie die fachliche Beratung des Einsatzleiters für Fragen im Zusammenhang mit dem Eisenbahnbetrieb. Durch das Notfallmanagement erfüllt die Deutsche Bahn ihren gesetzlichen Auftrag, beim Brandschutz und der technischen Hilfeleistung mitzuwirken. Zu seinem Aufgabengebiet gehört es, während oder nach einem Ereignis den Bahnbetrieb ganz oder teilweise wieder aufzunehmen. Dabei stimmt er sich mit der Einsatzleitung vor Ort ab. Er hat ebenso betriebliche und teilweise technische Unregelmäßigkeiten zu bearbeiten und die Ursachen hierfür festzustellen. Sollten im Zusammenhang mit einem Ereignis polizeiliche Ermittlungen erfolgen, hat er diese zu unterstützen. Weitere Aufgaben, wie z. B. die Anforderung bahneigener Notfalltechnik, können sich im jeweiligen Ereignisfall ergeben.

## Kooperation
Den Leitstellen der Rettungskräfte stehen topographische Karten im Maßstab 1:25.000 mit den Daten zur Eisenbahninfrastruktur wie z. B. Streckenverlauf, Streckenkilometer, Tunnel, Brücken etc. zur Verfügung, um im Bedarfsfall die Bahnanlagen erreichen zu können. Für Tunnel liegt ein Betrieblicher Alarm- und Gefahrenabwehrplan (BAGAP) vor. Dieser ist mit den Brandschutzdienststellen abgestimmt. Mitarbeiter des Notfallmanagements beteiligen sich an praktischen und theoretischen Schulungen der Landesfeuerwehrschulen, des Technischen Hilfswerks (THW) sowie der Landes- und Bundespolizei. Hierbei wird besonders auf die Gefahren im Bahnbetrieb hingewiesen sowie die Besonderheiten des Wagenmaterials angesprochen. Für die praktischen Schulungen steht ein Ausbildungszug Gefahrgut zur Verfügung. Dieser von der Deutschen Reichsbahn in Görlitz entwickelte Zug ist einzigartig in Deutschland. In unregelmäßigen Abständen werden unter Beteiligung der Rettungskräfte Übungen durchgeführt. In schwierigen Fällen, z. B. Gefahrgutunfällen, veranlasst der Notfallmanager die Inanspruchnahme weiterer Fachberater oder Einsatzkräfte der Industrie oder TUIS. Bei schweren Unfällen im Bahnbetrieb kann der Notfallmanager auf die sechs Rettungszüge der Deutschen Bahn zurückgreifen. Ebenso stehen im Ereignisfall Hilfszüge sowie Schienen- oder Autokräne zur Verfügung. Diese sind teilweise mit Personal des THW besetzt.

## Personal
Die Notfallmanager rekrutieren sich überwiegend aus den betrieblichen Führungskräften der örtlichen Organisationseinheiten von DB InfraGO (z. B. Bezirksleiter, Fachbereichsleiter und deren Vertreter) und nehmen die Aufgabe des Notfallmanagements in ihrem Bezirk jeweils tageweise neben ihrer Haupttätigkeit wahr. Im Bereich Berlin gibt es daneben auch hauptberufliche Notfallmanager.

## Ausrüstung

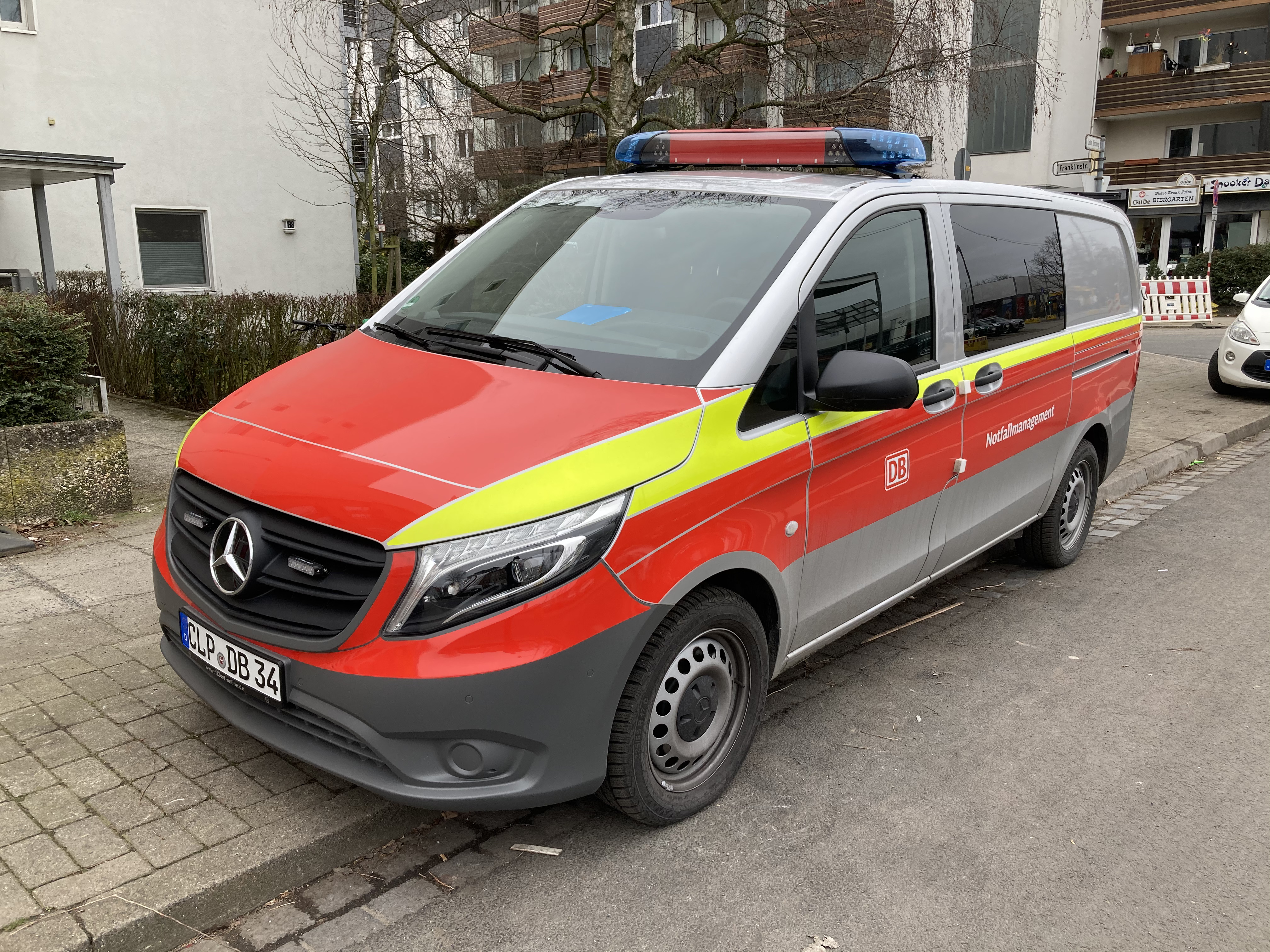
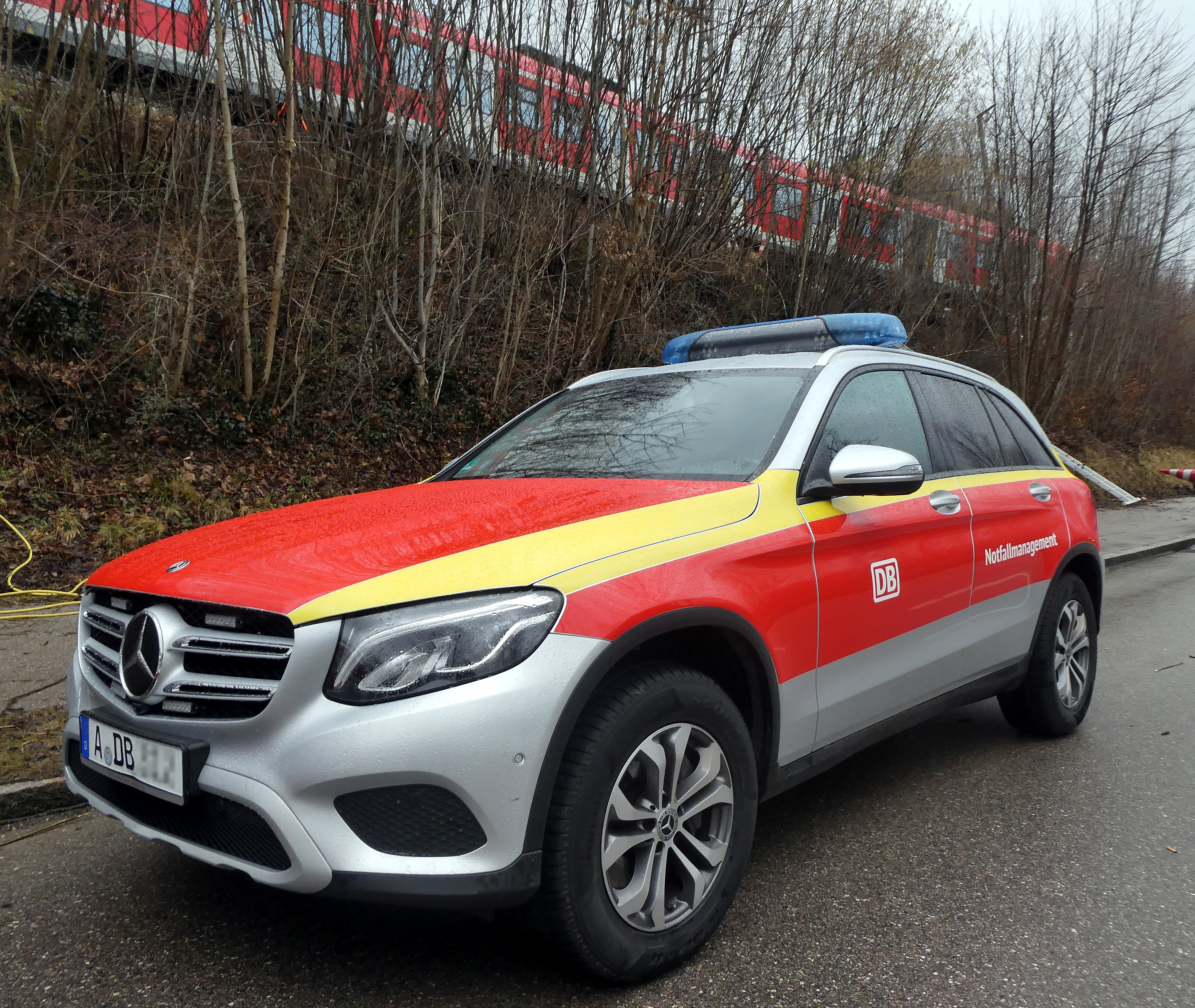
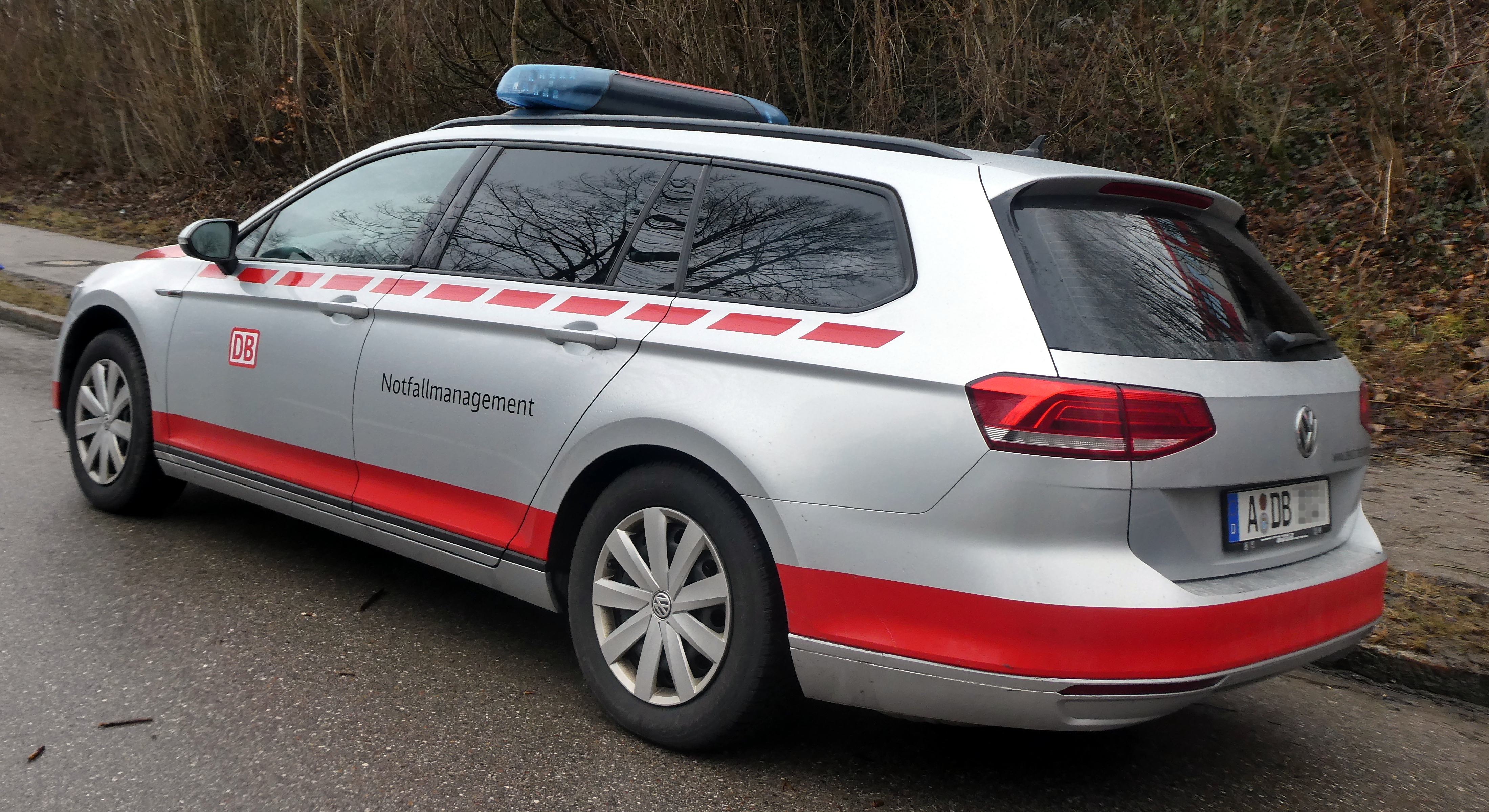
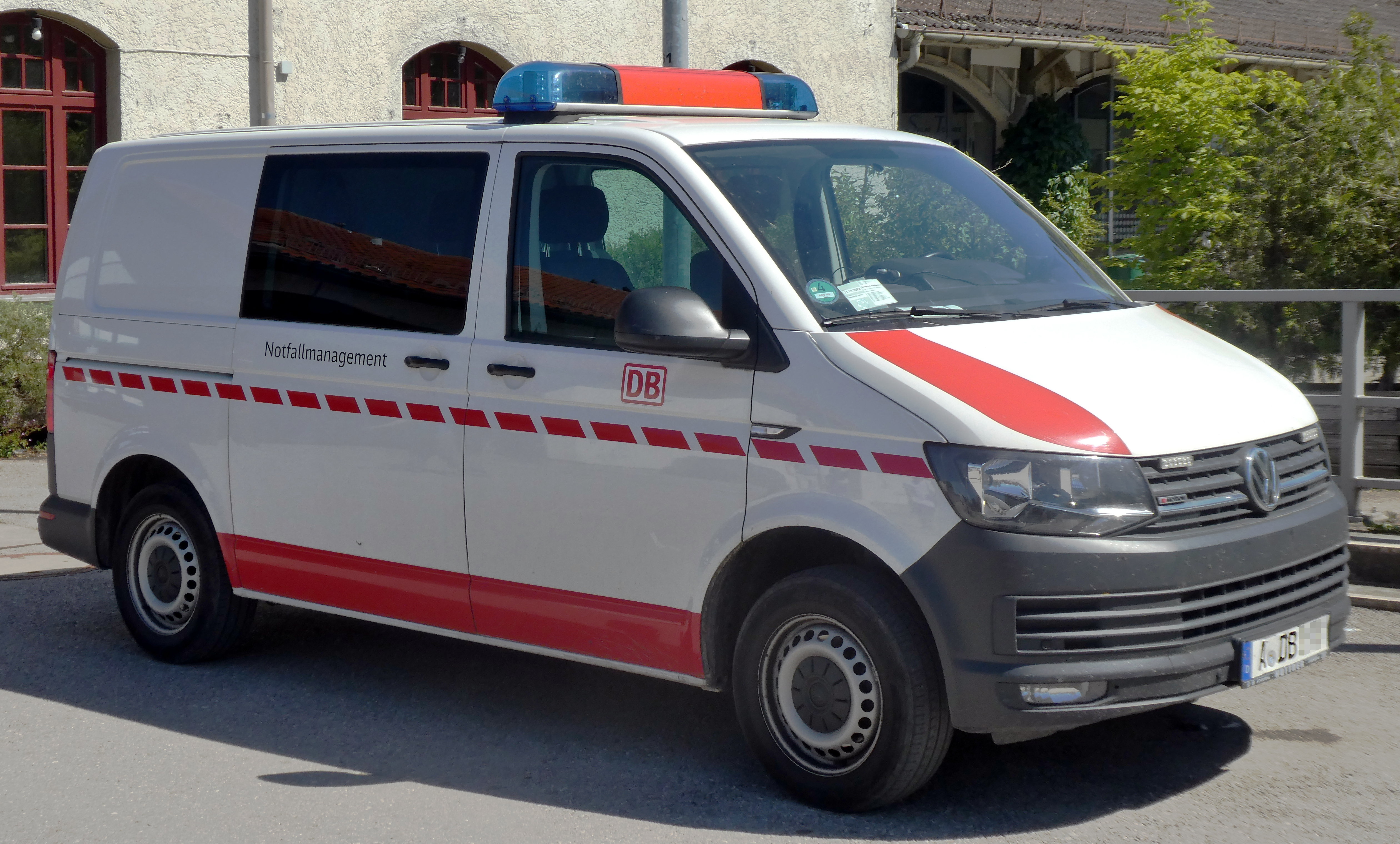

Der Notfallmanager verfügt über ein Einsatzfahrzeug, das als Notfallmanagement der DB gekennzeichnet und mit einer Sondersignalanlage ausgerüstet ist. Dies ermöglicht es dem Notfallmanager, Wegerecht gemäß § 38 StVO in Anspruch nehmen zu können, um den Ereignisort möglichst schnell zu erreichen, sofern die Bedingungen hierfür erfüllt sind. Die Ausrüstung des Fahrzeugs umfasst u. a. Vorrichtungen zum Erden der Oberleitung, Kartenmaterial, Digitalkamera, Handlampe etc.
Die Ausrüstung dieser Fahrzeuge mit blauer Rundumkennleuchte ist nach § 52 Abs. 3 Nr. 3 StVZO legitimiert. („[…] Kraftfahrzeuge, die nach dem Fahrzeugschein als Unfallhilfswagen öffentlicher Verkehrsbetriebe mit spurgeführten Fahrzeugen, einschließlich Oberleitungsomnibussen, anerkannt sind […]“), womit sie nach § 55 Abs. 3 auch mit Einsatzhorn ausgerüstet sein müssen.

## Kennzeichnung
Am Ereignisort trägt der Notfallmanager rote Warnkleidung (Wetterschutzjacke oder Warnweste) mit dem Rückenaufdruck „Notfallmanager“. Er kann sich zusätzlich mit einem Lichtbildausweis (Konzernausweis der Deutschen Bahn mit dem Aufdruck „Notfallmanager“) legitimieren.

## Einsatzleitung bei anderen Verkehrsbetrieben
Bei Verkehrsbetrieben, die vornehmlich den Stadtverkehr abwickeln, wie den Berliner Verkehrsbetrieben oder der Duisburger Verkehrsgesellschaft, werden die vergleichbaren Aufgaben durch die Betriebsaufsicht wahrgenommen. Die Betriebsaufsicht verfügt wie der Notfallmanager über ein Unfallhilfsfahrzeug mit Sondersignalen (Blaulicht).